# Паламарчук Олексій Тимофійович
Олексі́й Тимофі́йович Паламарчу́к (*1895, м. Хмільник (нині Вінницької області) — †3 листопада 1937, розстрільний полігон НКВС СРСР в урочищі Сандармох, нині в Медвеж'єгорському районі Республіки Карелії, РФ) — старшина Армії УНР.
Жетрва більшовицького терору.

## Життєпис
Народився в м. Хмільник Подільської губернії в селянській родині. У царській армії служив телеграфістом, згодом підстаршина в армії Української Держави і УНР (служив у вартовій команді). Освіта вища медична, навчався також театрального мистецтва. Артист театру революції (м. Харків), потім — Всеукраїнського будинку Червоної армії. До арешту проживав у Києві.
Заарештований: 8 липня 1935 р. Засуджений Військовим трибуналом Київського військового округу 22 жовтня 1935 р. за ст. 54-8-11 КК УСРР на 10 років ВТТ.
Відбував покарання в Соловках. Разом з режисером Лесем Курбасом, драматургом Мирославом Ірчаном та деякими іншими українськими політв'язнями — діячами культури, письменниками — був у трупі соловецького табірного театру, як артист грав у виставах.
Постановою окремої трійки Управління НКВС СРСР по Ленінградській області від 9 жовтня 1937 р. дістав найвищу кару (розстріл). Вивезений з островів з великим етапом в'язнів Соловецької тюрми і страчений 3 листопада 1937 р. в урочищі Сандармох поблизу селища Медвежа Гора (нині м. Медвеж'єгорськ, Республіка Карелія, РФ).
Посмертно реабілітований Військовою колегією Верховного суду СРСР 17 листопада 1959 року.